# Bowkerieae
Bowkerieae Barringer, 1993 è una tribù di piante angiosperme appartenenti alla famiglia delle Stilbaceae.

## Etimologia
Il nome della tribù deriva dal suo genere tipo Bowkeria Harv., 1859 il cui nome è stato dato in onore dei botanici africani James Henry Bowker (1822-1900) e sua sorella Mary Elizabeth.
Il nome scientifico della tribù è stato definito dal botanico statunitense Kerry A. Barringer (1954-) nella pubblicazione "Novon; a Journal for Botanical Nomenclature. St. Louis 3: 15. 1993" del 1993.

## Descrizione

### Portamento
Il portamento delle specie di questa tribù è arbustivo o formato da piccoli alberi anche molto ramificati. La superficie dei rami varia da pubescente o ghiandolare-pubescente a tomentosa per peli stellati o villosa. In Ixianthes i rami sono glabri (ma non le foglie e l'infiorescenza). Gli steli sono eretti con sezioni arrotondate.

### Foglie

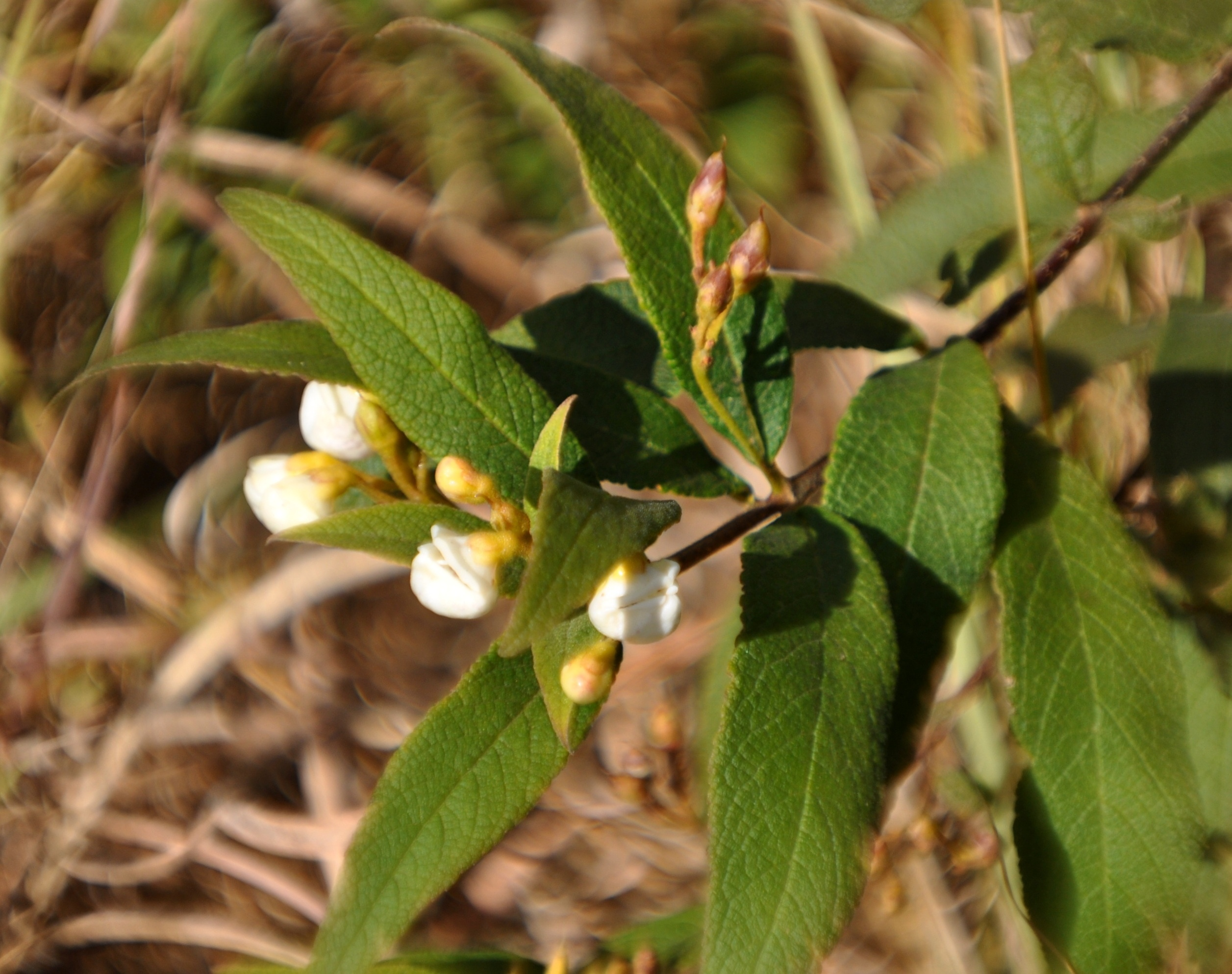
Le foglie
Bowkeria verticillata

Le foglie cauline sono opposte (o subopposte) oppure ternate (Bowkeria) oppure densamente 3-4-verticillate (Ixianthes); sono sessili o picciolate. La lamina ha delle forme da lanceolate o ellittiche o ovoidi a oblunghe con apici acuminati e margini interi o seghettati, dentati o crenati. La superficie può essere venata in modo pennatifido. La consistenza è coriacea.

### Infiorescenze

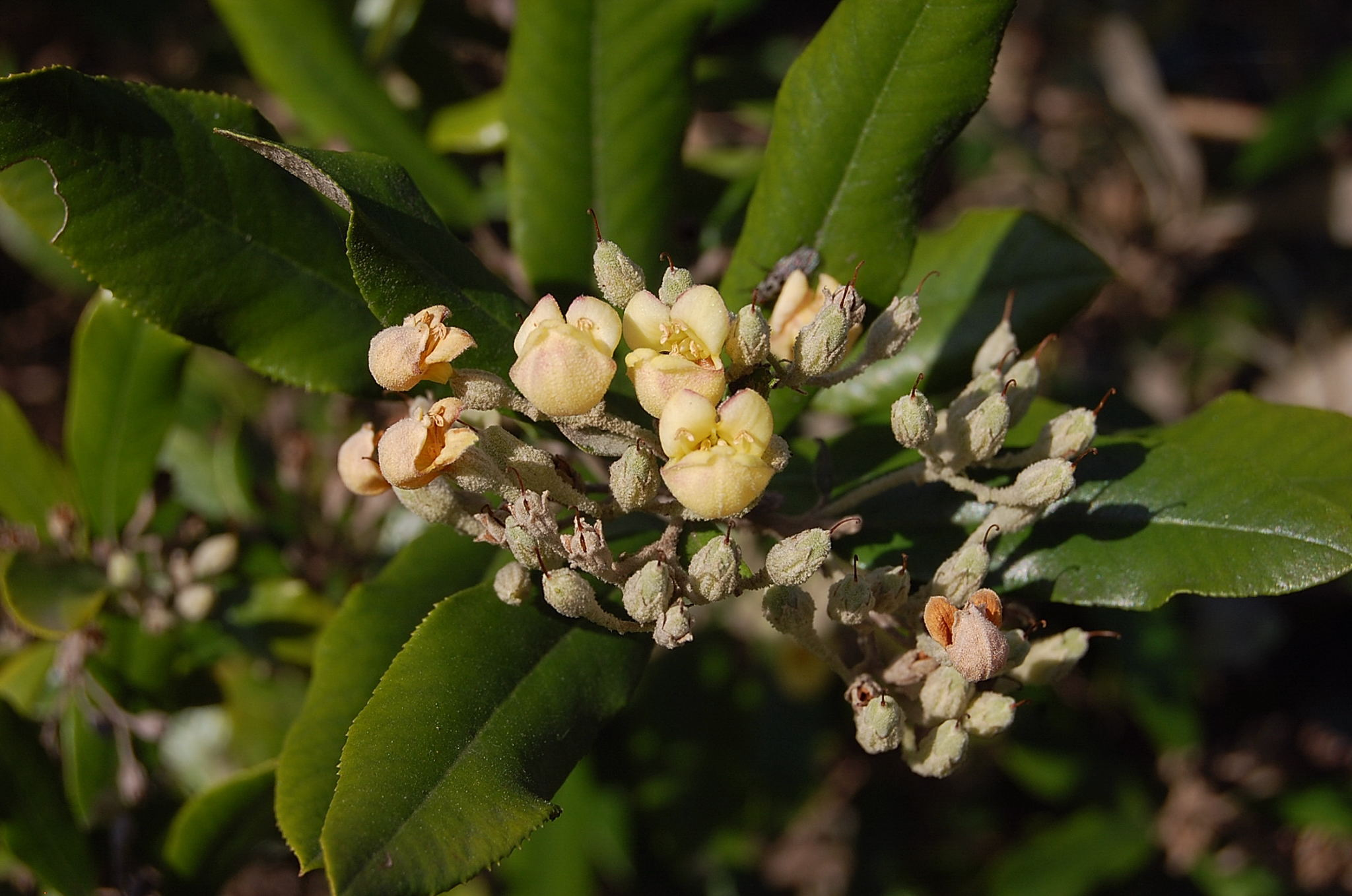
Infiorescenza
Anastrabe integerrima

Le infiorescenze sono di tipo tirsoide con cime ascellari. I fiori sono da subsessili a brevemente pedicellati oppure distintamente pedicellati; sono molti o unici (Bowkeria). In Ixianthes le infiorescenze sono frondose e provviste di bratteole.

### Fiori

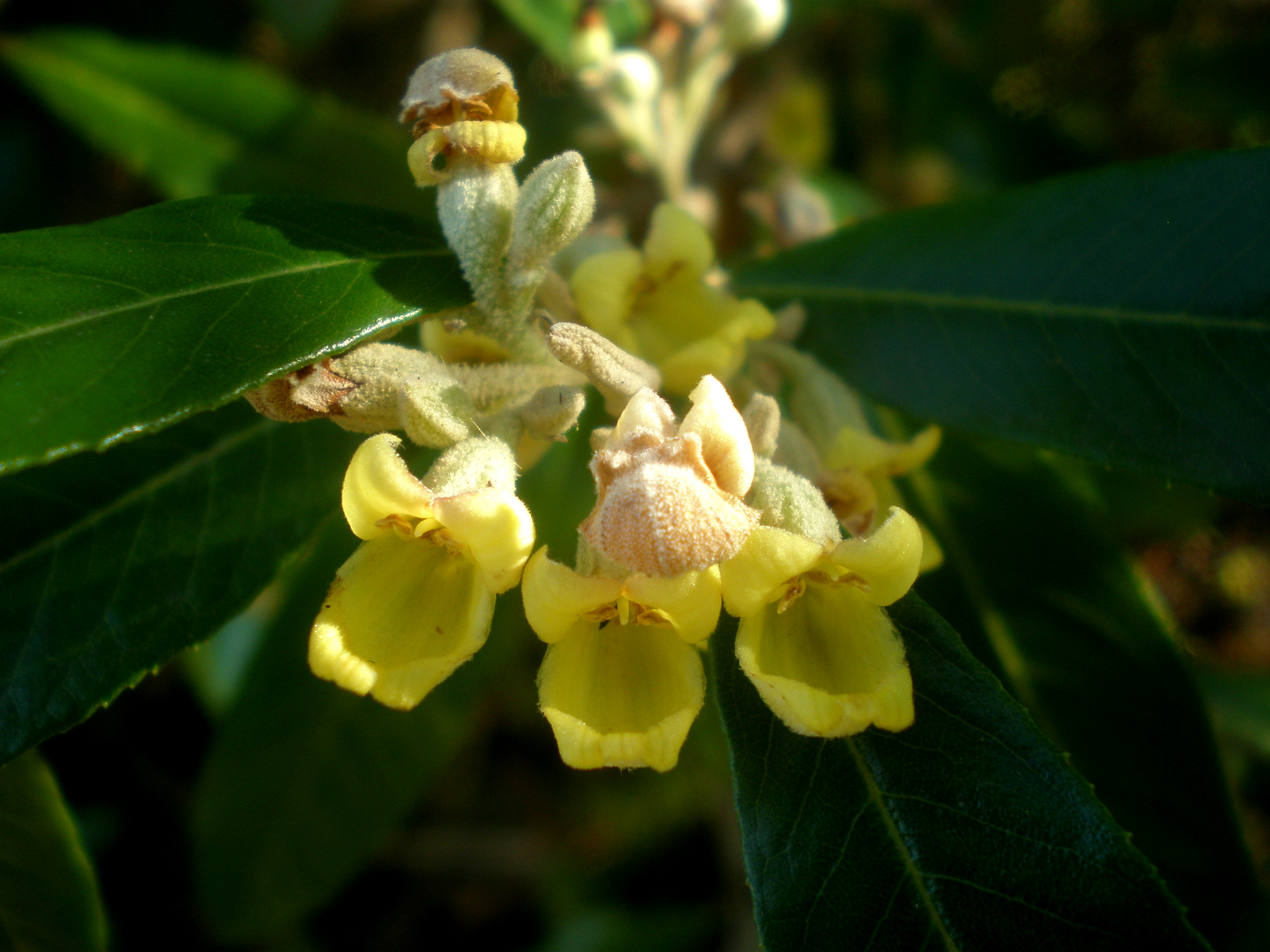
I fiori
Anastrabe integerrima

I fiori, ermafroditi, sono tetraciclici (ossia formati da 4 verticilli: calice– corolla – androceo – gineceo) e pentameri (i verticilli del perianzio hanno più o meno 5 elementi ognuno).
- Formula fiorale:

X/* K (4-5), [C (4-5) A 2+2 o 5], G (2), supero, capsula.
- Il calice è composto da 5 sepali fusi in un tubo basale (calice gamosepalo) e terminante con 4 - 5 lobi (3 lobi in Ixianthes) uguali o subuguali (in questo caso i lobi adassiali sono più larghi), liberi da un terzo a metà tubo in poi. Il tubo del calice varia da cilindrico a campanulato con superficie tomentosa per peli stellati.

- La corolla è tubulare (gamopetala) e termina in modo bilabiato con 5 lobi (corolla zigomorfa con struttura 2/3). Il tubo, cilindrico alla base e ampiamente campanulato nella parte apicale, è più corto (o no) dei lobi che sono patenti. Il labbro inferiore ha la forma di un marsupio. In Ixianthes la corolla è densamente peloso-viscida e possiede una gibbosità. Il colore della corolla è giallo con macchie interne color cremisi, oppure bianco.

- L'androceo è formato da 4 stami inclusi (in Ixianthes gli stami sono 2; gli altri sono staminoidi). Talvolta è presente un quinto staminoide. Sono adnati al tubo della corolla. I filamenti sono liberi. Le antere sono biloculari (a due teche). Le teche sono uguali e confluenti a maturità. La deiscenza è longitudinale. Il nettario è piccolo o mancante.

- Il gineceo è bicarpellare (sincarpico - formato dall'unione di due carpelli connati). L'ovario è supero ha delle forme ovoidi, subglobose oppure da cilindriche a coniche. Inoltre è biloculare o anche 3-loculare. Lo stilo termina con uno stigma clavato o bilobo (Bowkeria).

### Frutti
I frutti sono delle capsule a deiscenza loculicida e setticida (Anastrabe) o solo setticida. I semi, numerosi, hanno delle forme da ovoidi a fusiformi con teste membranose e reticolate.

## Biologia
Le specie di questo raggruppamento si riproducono per impollinazione tramite insetti (impollinazione entomogama) ma anche tramite uccelli (impollinazione ornitogama).
La dispersione dei semi avviene inizialmente a causa del vento (dispersione anemocora); una volta caduti a terra sono dispersi soprattutto da insetti tipo formiche (mirmecoria).

## Distribuzione e habitat
La distribuzione delle specie di questo gruppo è soprattutto sudafricana con habitat da tropicali a subtropicali.

## Tassonomia
La famiglia di appartenenza della tribù (Stilbaceae) comprendente tre tribù con una dozzina di generi e circa 40 specie solamente dopo gli studi condotti dal gruppo APG è stata elevata definitivamente al rango tassonomico di famiglia.

### Generi
La tribù si compone di 3 generi e 5 specie:
- Anastrabe E. Mey. ex Benth., 1836 (1 sp.)
- Bowkeria Harv., 1859 (3 spp.)
- Ixianthes Benth., 1836 (1 sp.)

Note: il genere Halleria L., 1753, tradizionalmente descritto all'interno di questo gruppo, attualmente è incluso nella tribù Hallerieae (Link) G. Don, 1838

### Filogenesi
La tribù Bowkerieae inizialmente è stata posizionata all'interno delle Scrophulariaceae (insieme al genere Halleria). In seguito ai vari studi di tipo filogenetico sulle sequenze del DNA, e alla ristrutturazione della famiglia Scrophulariaceae, il gruppo è stato inserito nella famiglia Stilbaceae spostando il genere Halleria in un'altra tribù. La struttura interna della tribù mostra un "gruppo fratello" (generi Anastrabe e Bowkeria) ben supportato, mentre in posizione "basale" si trova il genere Ixianthes.